# Ceramika grafitowa
Ceramika grafitowa – przyjęta w polskiej terminologii archeologicznej umowna nazwa dla ceramiki wytwarzanej w warsztatach, wyrabianej z gliny z domieszką grafitu.
Dodatek grafitu odróżnia ten rodzaj ceramiki od ceramiki siwej uzyskiwanej z gliny bez jego domieszki.
Ceramika grafitowa jest charakterystyczna dla kultury lateńskiej.
Miejsca w Polsce, gdzie w wykopaliskach spotyka się ten rodzaj ceramiki to:
- Nowa Huta i okolice w Małopolsce,
- Roszowicki Las – niewielka wioska w gminie Cisek na Górnym Śląsku
- Zagórzyce – wieś województwie świętokrzyskim, w powiecie kazimierskim